# Angela Maria Diniz Gonsalves
Angela Maria Diniz Gonsalves   (Rio de Janeiro, 5 de desembre de 1949), més coneguda com Angela Ro Ro, és una cantant, compositora i pianista brasilera.
Angela Ro Ro, va ser considerada per la revista Rolling Stone, la 33a veu més gran de la música brasilera.
El sobrenom de «Ro Ro» va ser donat durant la infància pels nois del seu barri a causa de la seva veu ronca.

## Trajectòria professional
Compositora competent, va ser gravada per diversos artistes com Maria Bethânia, Ney Matogrosso i Marina Lima; Simone i Zélia Duncan van gravar Agito e Uso, (CD Amigo É Casa, 2008).
Va començar a estudiar piano clàssic als cinc anys d'edat, influenciada per icones com Elis Regina, Maysa, Jacques Brel i Ella Fitzgerald, a qui després escollirà com a ídols musicals.

## Dècada del 1970
Durant la dècada del 1970 (entre 1971 i 1974), en plena dictadura militar brasilera, va marxar a Europa després que el seu pare li pagués un bitllet d'anada; el bitllet de tornada, no sap si no el va aconseguir per manca de diners o perquè simplement no la volia veure més. Primer va anar a Itàlia, on va conèixer a Glauber Rocha. Després es va traslladar a Londres. Allà, era netejadora en un hospital, cambrera i rentavaixelles en un restaurant. En aquell moment, ja estava component i actuant en pubs i sortint amb hippies i okupes.
En tornar a Rio de Janeiro, va actuar en espectacles d'Ipanema fins que va ser contractada per PolyGram - Polydor (actualment Universal Music). El primer LP - Casset, llançat l'any 1979 exclusivament amb composicions de la cantant i titulat simplement Angela Ro Ro, es va convertir en un clàssic de la música popular brasilera, ja que contenia cançons com Gota de Sangue, Balada da Arrasada, Agito e Uso, Tola Foi Você i Amor, Meu Grande Amor (que va tornar amb el re-enregistrament de la banda Barão Vermelho, l'any 1996).
El següent disc, Só Nos Resta Viver, va portar el tema principal i la re-enregistrament de Bárbara, (Chico Buarque i Ruy Guerra), present a l'obra de teatre Calabar, a més de Meu Mal é a Birita, a quin cantant parla de la fama com a alcohòlica.

## Dècada del 1980
El següent treball, Escândalo! (1981), va presentar una portada en format diari, amb el títol com a titular, al·ludint a la gran exposició de Ro Ro a la premsa per haver estat acusada d'agressió per la seva aleshores xicota, la cantant Zizi Possi. La cançó Escândalo! dona el títol al disc i va ser composta per Caetano Veloso.
Dues característiques aliades de la persona pública d'Angela Ro Ro són el seu temperament fort i la seva tendència a l'escàndol. En una de les entrevistes, la cantant es va veure portada a abandonar la presentadora Cidinha Campos durant el programa, per successives preguntes personals, desviant el focus d'atenció de l'entrevista. Ro Ro es va defensar de l'entrevistadora, argumentant que estava «abusant» d'ella, acusant-la de ser una persona violenta i fent al·lusions poc afavorides sobre el consum de drogues i el comportament erràtic.

## Dècada del 1990
Entre finals de la dècada del 1980 i tota la dècada del 1990, Ro Ro va gravar només dos àlbums: Prova de Amor el 1988, i Ao Vivo - Nosso Amor ao Armagedon el 1993. També va participar en alguns llibres de cançons produïts per Almir Chediak.

## Dècada del 2000
Poc després, Rô Rô va decidir abandonar les drogues, l'alcohol i el tabac, i fer gimnàstica (perdent uns 35Kg) i va publicar el disc Acertei no Milênio l'any 2000.
Entre 2004 i 2005, Angela va ser convidada a presentar el programa de tertúlies Escândalo, a l'emissora de televisió per cable Canal Brasil, rebent desenes de col·legues de l'MPB. L'any 2006 va signar un contracte amb la independent Indie Records, pertanyent a Líber Gadelha (exmarit de la seva ex-parella Zizi Possi i pare de la cantant Luiza Possi), per a l'enregistrament del disc d'estudi Compasso i del disc i vídeo en directe Ao Vivo, gravat en un espectacle al Circo Voador, a Lapa (barri de Rio de Janeiro), el 20 de setembre de 2006. L'any 2008 va participar en el projecte Loucos por Música, en el qual va compartir escenari amb Ivete Sangalo, Elba Ramalho i Ana Carolina.
El desembre de 2009, Descobertas i Canal Brasil van rescatar l'àudio de cançons enregistrades al programa Escândalo amb una proposta intimista de veu i piano, presentacions arreu del país, i en algunes d'elles, convidades especials, com Sandra de Sá i Ana Carolina.

## Dècada del 2010
Angela va signar un contracte amb el segell Biscoito Fino el 2013, i el seu primer treball per al segell va ser el llançament del CD i DVD en directe Feliz da Vida!. El mateix any surt el disc Coitadinha Bem Feito: As Canções de Angela Ro Ro, disc tribut a Ro Ro amb re-enregistraments de les seves cançons per veus masculines.
El 2017 llança Selvagem.

## Discografia
| Àlbums d'estudi - Angela Ro Ro (1979) - Só Nos Resta Viver (1980) - Escândalo! (1981) - Simples Carinho (1982) - A Vida é Mesmo Assim (1984) - Eu Desatino (1985) - Prova de Amor (1988) - Acertei no Milênio (2000) - Compasso (2006) - Selvagem (2017) | Àlbums en directe - Ao Vivo - Nosso Amor ao Armagedon (1993) - Ao Vivo (2006) - Feliz da Vida! (2013) Altres àlbums - Escândalo (2009) - Coitadinha Bem Feito: As Canções de Angela Ro Ro (2013) Videoàlbums - Ao Vivo (2006) - Feliz da Vida! (2013) |